# (38661) 2000 OC49
2000 OC49 (asteroide 38661) é um asteroide da cintura principal. Possui uma excentricidade de 0.24737670 e uma inclinação de 5.55668º.
Este asteroide foi descoberto no dia 31 de julho de 2000 por LINEAR em Socorro.